# Obermaiselstein
Obermaiselstein é um município da Alemanha, situado no distrito de Oberallgäu, no estado da Baviera. Tem 25,02 km² de área, e sua população em 2019 foi estimada em 1.010 habitantes.